# Droga Birmańska

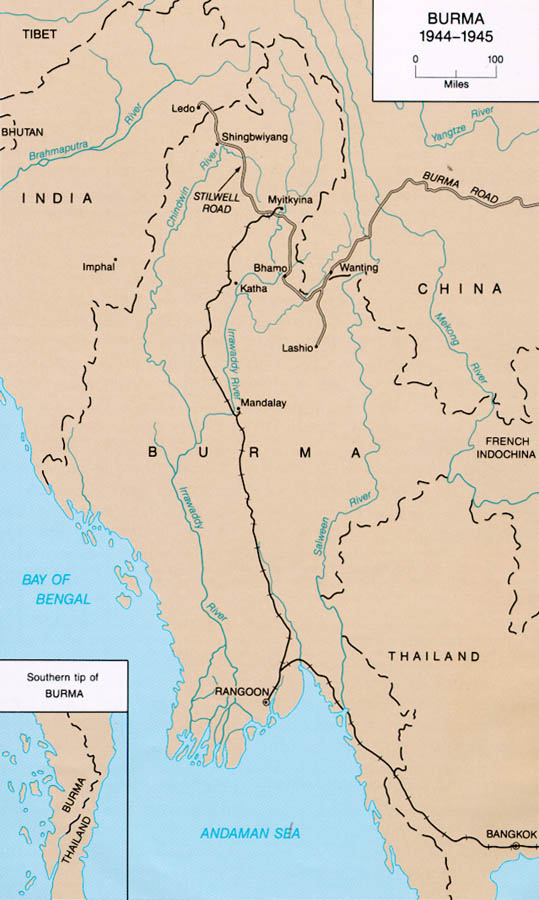
Droga Birmańska i Ledo w 1944 roku

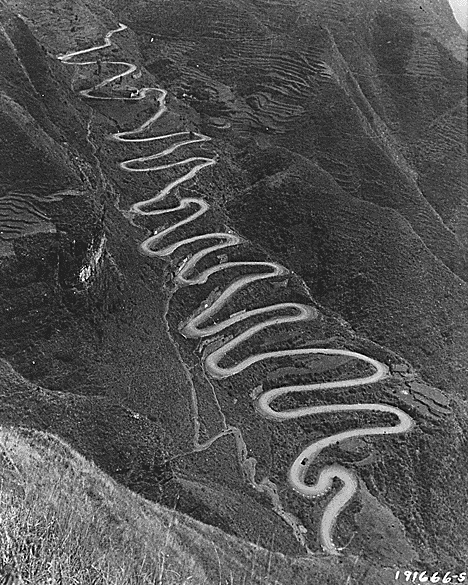
Droga Birmańska i droga Ledo

Droga Birmańska (birm. Bama Lanmagyi; ang. Burma Road; chiń. 滇缅公路, pinyin: Diān Miăn Gōnglù) – droga łącząca Birmę z Chinami, biegnąca pomiędzy miastami Kunming i Lasho.
Droga ma długość około 1154 km i przebiega przez górzyste obszary północnej Birmy oraz chińskiej prowincji Junnan. Droga została zbudowana w latach 1937-1938 podczas drugiej wojny chińsko-japońskiej. Brytyjczycy transportowali Drogą Birmańską materiały wojenne dla walczących wojsk chińskich. Zaopatrzenie najpierw docierało drogą morską do Rangunu, następnie było transportowane koleją do Lasho, gdzie swój początek miała Droga Birmańska. 18 lipca 1940 roku pod naciskiem Japonii droga została zamknięta na trzy miesiące. Po wypowiedzeniu wojny Wielkiej Brytanii przez Japonię 8 grudnia 1941 roku i zajęciu przez wojska japońskie Birmy w 1942 roku alianci wybudowali w kontrolowanej przez siebie północnej Birmie drogę Ledo, łączącą Asam w Indiach z Drogą Birmańską.